# Ostryocarpus riparius
Ostryocarpus riparius är en ärtväxtart som beskrevs av Joseph Dalton Hooker. Ostryocarpus riparius ingår i släktet Ostryocarpus och familjen ärtväxter. Inga underarter finns listade i Catalogue of Life.